# 東京音楽祭
東京音楽祭（とうきょうおんがくさい、Tokyo Music Festival）は、1972年から1992年まで開催されていた音楽祭である。

## 歴史
TBSが設立した財団法人東京音楽祭協会（この主催者名称は第4回以降。第3回以前の主催者名は「東京ポピュラー音楽振興会」）が主催する国際音楽祭である。東京放送(TBS)創立20周年を記念した永続的な行事として企画され、推進母体となる財団にはTBSから1億円の基金が出資された。第1回大会の準備段階での主催者の仮名称は「東京音楽祭運営委員会」で、委員長(のちの財団初代理事長)はTBS社長(当時)の諏訪博。
但し、音楽祭の企画は、ゼロから突然生まれたのではない。1970年に大阪万国博会場で開かれた第1回全国ヤング・フェスティバル、翌1971年に東京・日本武道館で開かれた第2回同フェスティバルが、スポンサーの事情で続行不可能となったために、新しい企画の東京音楽祭に発展解消したものである。従来のスポンサー色の強さを反省すると共に、「本格的な音楽祭として、日本の軽音楽の向上と、世界的レベルへの到達を図る」(諏訪博)狙いがあった。更に、その実現には、渡辺正文・TBSプロデューサーの「日本での国際的大規模な音楽祭開催の必要性」への思いによるところが実に大きかった。同調した大橋巨泉などの協力者を得て、第1回大会は開催にこぎ着ける。この東京音楽祭を誕生させ、成功させた渡辺正文をモデルになかにし礼が『世界は俺が回してる』という小説を書いている。
1972年5月13日、第1回東京音楽祭が日本武道館で行われ、通算第20回まで開催された。最初の司会は大橋巨泉、土居まさる、うつみみどり。その後は毎年、場所は帝国劇場と日本武道館をほぼ1年交代にして開催され、1977年の第6回大会からは武道館で持続的に開催されるようになった。指揮・音楽は第1回から第17回まで長洲忠彦が担当。TBS(中継も行う)の二大音楽イベントの一つとして、日本レコード大賞と共に双璧を成していたが、年度前半に行われる東京音楽祭は、あくまでも「楽曲」「歌唱」を評価ポイントとしている事が特徴で、年末開催のレコード大賞等の音楽賞の様な「その年のセールス」に重点を置き評価するものとは一線を画している。
東京音楽祭の、世界的ヒットやアーティストを輩出し、アメリカはもちろん、フランスやヨーロッパ、アジア世界の音楽シーンを日本に持ち込み地位を高めた功績と存在意義は非常に大きい。かくして東京音楽祭は、その1年半前に始まっていたヤマハ主催の世界歌謡祭と共に、日本で開催される二大国際音楽祭となったが、世界歌謡祭が未発表曲を競うのに対し、東京音楽祭では発表または発売済みの曲という条件を設け、独自の特徴を打ち出している。また開催時期も、世界歌謡祭は初冬・東京音楽祭は初夏と、棲み分けが為されていた。
大会の模様はTBSテレビ・ラジオの同時放送で、初期にはFENでもラジオ放送された。1974年まで関西地方は朝日放送で、1975年以降は毎日放送で放送されていた。テレビ放送では、1979年の第8回からステレオ放送となっている。
1991年は開催が中止、そして、1992年の第20回大会をもって開催終了となり20年の歴史に幕を降ろした。

## 大会方式
毎年上半期（3月-6月）に初期には帝国劇場、第1回・4回と6回以降は日本武道館で開催されていた。
海外から参加の楽曲は、数週間程度の公募期間があり、日本国内において財団法人東京音楽祭協会に在籍する審査委員会にて、厳正なるテープ審査が行われ参加曲が決まる。（アメリカなどでは、雑誌で参加アーティストを募る公募広告も存在する。これが功を奏したのが、東京音楽祭から世界的大ヒットとなったザ・スリー・ディグリーズである）
また連動した海外音楽祭の優勝者が参加権利を獲得する事例や、任意での音楽祭優勝者を優先する例も多々あり、マニラ音楽祭（フィリピン）、ホンコン音楽祭（香港）、ローズドール音楽祭（フランス）、フランス音楽祭（フランス）、マジョルカ音楽祭（スペイン）、ロサンゼルス音楽祭（アメリカ）、ソウル音楽祭（韓国）、ユーロビジョン・ソング・コンテスト（ヨーロッパ）などがこれにあたる。これは東京音楽祭が、国際音楽祭連盟（FIDOF）に加入しているためである。
さらに、外国人歌手に日本の作曲や作詞による楽曲を提供し参加する事例も多く見られた。
「若者は帰らなかった」オリベラ・カタリーナ（ユーゴスラビア）、「ミドリ色の屋根」ルネ・シマール（カナダ）、「18,19,20」サイモン・アンド・ベッティーナ（西ドイツ）、「トシヒコ」ベッシー（ギリシャ）、「トーキョー・メロディ」シューディー（モザンビーク）、「唇を奪う前に」アニタ・ムイ（ホンコン）、「時の流れに」ブラザース・フォア（アメリカ）、「ふたりの絵〜セラ」エマヌエル（メキシコ）、「恋はノータイム」ルージュ（西ドイツ）などが一例。
これらの海外参加アーティストと「国内大会」で選出された日本人の優秀アーティストが一堂に会し、楽曲を披露し、音楽祭協会の音楽家や海外著名人・世界的歌手や俳優女優などで組まれるゲスト審査員団に投票審査され、受賞に至るのが世界大会である。
審査中には、世界に広く知られた豪華大物アーティストによるステージが披露されるのも特長である。
国内大会の応募者は、第1回・第2回の場合、まずテープ審査で50組を残し、それをTBSの番組で毎回4～5曲ずつ紹介しながら公開審査で絞り込み、最終的に専門審査員団の判断も加えて、国内大会参加20組を選ぶ、という方式が採られた。第2回大会の場合、公開審査番組(『東京音楽祭・歌は世界に』TBS系テレビで1973年2月初旬～4月中旬。2・3月は日曜午後6時～、4月は日曜午後11時～。TBSラジオでも月－金午後9時～に同一タイトルの番組で曲を紹介)の配点基準等は、浜口庫之助ら専門家審査員5人が1人10点、一般視聴者から選ばれた審査員50人が1人1点の持ち点で、ボタンを押して審査し、全50曲の採点を終え上位15曲を選び、これに専門審査員推薦の5曲を加え、最終的に20曲が決定される、というものだった。

### 国内大会 (ゴールデンカナリー賞選出大会)
「国内大会」は渋谷公会堂や中野サンプラザで開催されていた。
「世界大会」の2週間程前にその出場権をかけて開催される、日本人アーティストによる大会である。授与される賞は以下の通り。
- ゴールデンカナリー賞
活躍が顕著でその人気・実力が評価され、優秀であると認められたアーティストに贈られる。「国内大会」での「グランプリ」としての位置づけがある。通例3組程度のアーティストが受賞し、「世界大会」への出場権を得る。なお、この賞を受賞したアーティストは、次年度の「国内大会」に連続して出場できないという規定があった（第5回大会以降）。
- ゴールデンスター賞
- ゴールデンアップル賞
その人気・スター性が認められたアーティストに贈られる。「世界大会」への出場権はない。
- 特別賞

### 国内新人大会 (シルバーカナリー賞選出大会)
国内大会のうち、新人アーティストのみの大会が別日程で開催されるようになり、「シルバーカナリー賞」という名称の最優秀新人賞が正式に設けられたのは、第3回以降である。新人大会は通常は「国内大会」の直前に開催され「東京音楽祭・シルバーカナリー賞」というタイトルでテレビ放送される場合もあった。授与される賞は以下の通り。
- シルバーカナリー賞
過去1年間にデビューした中で、最も優秀であると認められる日本人アーティストに贈られる。日本レコード大賞での最優秀新人賞と同じ位置づけである。通例1組程度のアーティストが受賞し、「世界大会」への出場権を得る。が、第1回～第3回大会では、新人は世界大会には出場できなかった。(第4回大会ではアグネス・チャンがシルバーカナリー賞の資格で世界大会に出場しているが、アグネスは1972年には日本デビューを果たしているので、この時点では新人ではない。第4回大会のシルバーカナリー賞の選考基準は検証が必要である。)

### アジアデー (Asian Day)
1987年第16回から19回までの4大会 が開催された。
開催の経緯は16回・17回のコンテスト形式ではない、フェスティバル方式（選択アーティスト披露形式）において分類された
- 「アジア・デー（アジアのアーティストによる歌謡ショー）」
- 「ロック・デー（ロックミュージシャンによるコンサート）」
- 「ミュージック・オブ・トゥデー（最優秀ニューアーティスト、最優秀女性歌手・最優秀男性歌手、最優秀ジャズフュージョン、最優秀ポップ、最優秀ダンスミュージック、最優秀リズムアンドブルースなど」と「ゲストアーティスト」

の構成で、アジアデーだけがその後引き継がれた形になった。
世界大会における欧米勢とアジア選出歌手の認知度の差なども少なからず影響していることと、アジアの音楽を詳細に紹介したい意向が重なったため、この形式になった。従って、コンテスト形式でありながら実質アジア大会と言える20回大会以外は、賞による優劣を付けない配慮がなされた。

### 世界大会 (International Contest)
海外各国からのエントリー曲をテープ審査により選出。その外国アーティストと、ゴールデンカナリー賞並びにシルバーカナリー賞を受賞した日本人アーティストによる、当音楽祭の本選となる大会である。さらに世界的大物アーティストによるゲストショーがある。授与される賞は以下の通り。
- 大賞（グランプリ）
最も優秀であると認められたアーティストに贈られる。1組のアーティストが受賞する。
- 金賞
大賞の次に優秀であると認められたアーティストに贈られる。1組のアーティストが受賞する。
- 銀賞
金賞の次に優秀であると認められたアーティストに贈られる。2〜3組のアーティストが受賞する。
- 銅賞
銀賞の次に優秀であると認められたアーティストに贈られる。2〜3組のアーティストが受賞する。
- 最優秀歌唱賞
最も歌唱力が優秀であると認められたアーティストに贈られる。1組のアーティストが受賞する。
- 外国審査員団賞
外国人の審査員から最も優秀であると認められた日本人アーティストに贈られる。1組のアーティストが受賞する。
- アジア特別賞
最も優秀であると認められたアジア地域のアーティストに贈られる。1組のアーティストが受賞する。
- ゲストによる特別賞
ゲストによる特別枠の賞。フランク・シナトラ賞、スティービー・ワンダー賞、アンディ・ウィリアムズ賞、フリオ・イグレシアス賞などがある。1組のアーティストが受賞する。
- チェリー・ブロッサム賞
上記受賞以外の数組のアーティストが受賞する。
- TBS賞
上記受賞以外の数組のアーティストが受賞する。
- フェスティバル賞
上記受賞以外の数組のアーティストが受賞する。
- 作詞賞
最も優秀な作詞家が受賞する。
- 作曲賞
最も優秀な作曲家が受賞する。
- 編曲賞
最も優秀な編曲家が受賞する。

（それぞれの賞は各回によって多少変動がある）

## 歴代世界大会グランプリ
| 回 （開催年）     | 受賞者                                                         | 受賞曲                              | 主な海外参加アーティスト                                                                                     | 国内出場アーティスト                                   |
| ----------------- | -------------------------------------------------------------- | ----------------------------------- | --- | ------------------------------------------------------ |
| 第1回 （1972年）  | 雪村いづみ                                                     | 「わたしは泣かない」                | フリオ・イグレシアス リック・スプリングフィールド アイク・コール                                             | 水原弘 伊東ゆかり 尾崎紀世彦 布施明 トワ・エ・モワ     |
| 第2回 （1973年）  | ミッキー・ニューベリー                                         | 「祈りの詩」                        | オリビア・ニュートン＝ジョン グラシェラ・スサーナ ポール・ウィリアムス リンダ・パール リンジー・ディ・ポール | 坂本スミ子 森山良子 尾崎紀世彦 布施明 鹿内孝           |
| 第3回 （1974年）  | ルネ・シマール                                                 | 「ミドリ色の屋根」                  | マリー・トラヴァース ザ・スリー・ディグリーズ スーザン・アントン ムスリム・マゴマエフ（マガマエフ）          | ザ・ピーナッツ 布施明 五木ひろし                       |
| 第4回 （1975年）  | モーリン・マクガヴァン                                         | 「わたしの勲章」                    | コモドアーズ シスター・スレッジ アストラッド・ジルベルト                                                     | しばたはつみ 布施明 五木ひろし アグネス・チャン        |
| 第5回 （1976年）  | ナタリー・コール                                               | 「ミスター・メロディ」              | ポインター・シスターズ タニヤ・タッカー ルーファス                                                           | 梓みちよ フォーリーブス 西城秀樹 田山雅充              |
| 第6回 （1977年）  | マリリン・マックー& ビリー・デイビス・ジュニア                 | 「ふたりの誓い」                    | キム・カーンズ マキシン・ナイチンゲール ランナウェイズ                                                       | 沢田研二 山口百恵 大橋純子 清水健太郎                  |
| 第7回 （1978年）  | アル・グリーン                                                 | 「愛しのベル」                      | ケイト・ブッシュ エモーションズ デビー・ブーン                                                               | 布施明 西城秀樹 五輪真弓 渡辺真知子                    |
| 第8回 （1979年）  | リタ・クーリッジ                                               | 「あなたしか見えない」              | テイスト・オブ・ハニー アル・ジャロウ セルジオ・メンデス&ブラジル88                                          | ジュディ・オング 沢田研二 大橋純子 竹内まりや          |
| 第9回 （1980年）  | ディオンヌ・ワーウィック                                       | 「思い出に生きる」                  | スタイリスティックス ザ・ドゥーリーズ カーラ・ボノフ エイミー・スチュアート                                  | 小柳ルミ子 松崎しげる 宮本典子 岩崎良美                |
| 第10回 （1981年） | ノーランズ                                                     | 「セクシー・ミュージック」          | マンハッタンズ レスリー・マッコーエン ランディ・クロフォード ジャーメイン・ジャクソン ビリー&ビーターズ      | しばたはつみ 岩崎宏美 山下久美子 もんた&ブラザーズ SKY |
| 第11回 （1982年） | ジョン・オバニオン                                             | 「君だけのバラード」                | アンジー・ゴールド デイビー・ジョーンズ アレッサンドラ・ムッソリーニ                                         | 髙橋真梨子 泰葉 岩崎良美 クリエイション カプチーノ     |
| 第12回 （1983年） | ライオネル・リッチー ジョー・コッカー&ジェニファー・ウォーンズ | 「ユー・アー」 「愛と青春の旅だち」 | コニー・スティーブンス ビリー・フィールド ナンシー・ウィルソン アニタ・ムイ                                  | 森進一 野口五郎 杉山清貴&オメガトライブ 倉橋ルイ子     |
| 第13回 （1984年） | ローラ・ブラニガン                                             | 「ラッキー・ワン」                  | リマール ピア・ザ・ドーラ コリンヌ・エルメス タコ                                                            | 欧陽菲菲 西城秀樹 香坂みゆき 吉川晃司 清水宏次朗       |
| 第14回 （1985年） | クール・アンド・ザ・ギャング                                   | 「チェリッシュ」                    | メヌード デニース・ウィリアムス テリー・デサリオ                                                             | MIE 麻倉未稀 ZIG ZAG                                   |
| 第15回 （1986年） | マイアミ・サウンド・マシーン                                   | 「コンガ」                          | シャカタク エル・デバージ（元デバージ） ナイロンズ                                                           | 小泉今日子 C-C-B 山下久美子 柳ジョージ                 |
| 第16回 （1987年） | ----                                                           | ----                                | ザ・ジェッツ レスリー・チャン カッティング・クルー                                                           | 森進一 早見優 THE SQUARE                               |
| 第17回 （1988年） | ----                                                           | ----                                | ジョディ・ワトリー マイケル・フォーチュナティ レスリー・チャン テレサ・テン                                  | 荻野目洋子 浜田麻里 聖飢魔II VOW WOW 石黒ケイ          |
| 第18回 （1989年） | オフラ・ハザ                                                   | 「Im Nin'alu」                      | アリッサ・ミラノ ウォズ (ノット・ウォズ) ジュリア・フォーダム ダニー・チャン                                 | 森川由加里 清水綾子                                    |
| 第19回 （1990年） | ウィルソン・フィリップス                                       | 「Hold On」                         | ボビー・マクファーリン 14カラット・ソウル シニータ ビル・チャンプリン                                        | 松岡英明 カブキロックス FUSE                           |
| 第20回 （1992年） | スモーキー・マウンテン                                         | 「パライソ」                        | | バブルガム・ブラザーズ                                 |

- 第2回大会では、4月21日の国内大会と4月29日の世界大会との間に、「東京音楽祭ウィーク」が企画され、東京郵便貯金会館・帝国劇場・渋谷公会堂を拠点に、国内外の優れたアーティストたちによる演奏会がほぼ連日開催された[10]。
- 第3回大会は、セミファイナル、ファイナルの2段階選出方式が取られた。
- 第7回の渡辺真知子は、実際は音楽祭正式参加ではなく披露のみの出場。 新人枠のシルバーカナリー賞歌手は、世界大会には審査員の一致がなければエントリー歌手として認められなかった。 この法則が働いたのはこの回のみである。
- 第12回大会は、2組同時大賞受賞。
- 第16回、第17回大会は、コンテスト形式ではない披露方式のものとなった。
- 第20回大会は、アジアのアーティストで行われた。
- 第16回から第19回大会には、アジアのアーティストのみで開催されるアジア大会（アジアデー）が存在する。

## エピソード
- 審査員で来日していたフランスの歌姫シルヴィ・ヴァルタンは、同じくして審査員で毎回来日していたレコード会社で有名なスコッティブラザーズ社長トニー・スコッティと結婚。東京音楽祭が出会わせた恋、と報じられた。前夫ジョニー・アリディとも同時審査員で来日。
- テレビ放送の他FENでもラジオ放送された（第2回東京音楽祭）。リスナーは日本人が英語によるスピーチや一部の歌唱をしているので驚いたという。
- オリビア・ニュートン＝ジョン（第2回東京音楽祭出場）出場者のポール・ウィリアムスに見いだされ、以後の活躍は音楽祭がきっかけとなった。
- ソ連から第3回東京音楽祭に出場したムスリム・マゴマエフ（マガマエフ)[注 2]（Муслим Магомаев）はファイナルに選出されたが棄権した。が、彼はTBS賞は授与されており、彼がセミファイナルで熱唱した『観覧車』の作曲者アルノ・ババジャニャン（Арно Бабаджанян）は作曲賞を受賞している。『観覧車』(Чёртово колесо）が『悪魔の車輪』と大誤訳されてプログラムに載る、というハンディを背負っての大健闘であったが、プログラムでは作曲家の名は「ババジョニアン」、作詞の著名な詩人・エフトゥシェンコ（Евгений Евтушенко）の名さえも「エフタシエンコ」と印刷されるお粗末さであった。
- マリー・トラヴァース（第3回東京音楽祭出場）PPM（ピーター・ポール&マリー)からソロに転向しての出場。
- ザ・スリー・ディグリーズ（第3回東京音楽祭出場、金賞）音楽祭から世界的ヒットに。
- 第3回東京音楽祭グランプリ受賞時、変声期前の13歳の少年だった ルネ・シマールは、その無邪気であどけない印象で若い日本人ファンの熱狂的人気を呼び、雑誌『中一時代』（旺文社）を年間購読予約すると、ルネ・シマールサイン入り「銀色の万年筆」が景品であった。対する雑誌『中一コース』（学研）の年間契約景品はアイドル全盛グッズであり、いかに人気があったかがうかがえる。
- ケイト・ブッシュ（第7回東京音楽祭出場）現在まででこの音楽祭が唯一の来日。
- スウェーデンからの出場のマドリーン・ケーン（第8回東京音楽祭出場）は来日中に盲腸になり、看護婦に付き添われて挨拶のみの出場になった。
- グロリア・ゲイナー（第9回東京音楽祭）は病気による欠場。
- ゴダイゴによる作品「愛のつばさ」で中国から初参加のカン・ボクソン（第10回東京音楽祭）は病気による欠場。一説には政治的に実現しなかったという声も。
- ヘレン・レディが欠場。ナディーヌ（フランス）が当初の予定と入れ替わり、クレール・ダスタが出場。 （第11回東京音楽祭）
- 杉山清貴&OMEGA TRIBE（第12回東京音楽祭出場）この世界大会から正式デビュー。
- ライオネル・リッチーは「どうしてバリー・マニロウがゲストで自分がエントリー歌手なんだ」と愚痴ったことがテレビで報道された。（第12回東京音楽祭）
- リマール（第13回東京音楽祭出場）この音楽祭で審査員のジョルジオ・モロダーと意気投合し「ネバーエンディング・ストーリー」のテーマ曲歌手に抜擢された。
- アイリーン・キャラ（第13回東京音楽祭ゲスト）は始終声が出ずじまいだった。
- ゲストがハリー・ベラフォンテということもあり、最後は「ウィ・アー・ザ・ワールド」の大合唱で締めくくられた。（第15回東京音楽祭）
- メル&キム（イギリス）がエントリーされていたが、メラニー・アップルビーの体調悪化で不参加。その後、1990年に若くしてこの世を去った。（第16回東京音楽祭）
- アジア大会に黒柳徹子が出演。アジアの歌手や谷村新司らと共に、谷村が東京音楽祭アジア大会のために書き下ろした「花」を合唱した。（第17回東京音楽祭）
- アリッサ・ミラノ（第18回東京音楽祭出場）この世界大会から正式音楽デビュー。
- 司会の小林克也は、ゲストのシーナ・イーストンを「筋肉質すぎて武道館の蚊も固くて刺せない」と表現した。（第18回東京音楽祭）
- 国内情勢が不安定だったソビエトから参加予定のゴーリキー・パークは、結局ビザの関係で来日不可能となった。（第19回東京音楽祭）

## スペシャルゲスト
- ジョルジュ・ムスタキ
- ジャクソン5
- サミー・デービス・ジュニア
- シャーリー・バッシー（第3回、ゲスト歌手）
- フランク・シナトラ（第3回、特別審査員）第3回では「最優秀歌唱賞」が無い代わりに、同格の賞として特別に「フランク・シナトラ賞」が設けられ、対象はシナトラの審査により決定された。受賞者はルネ・シマール。
- ポール・アンカ
- ダイアナ・ロス
- ドナ・サマー
- シルヴィ・ヴァルタン
- スティービー・ワンダー
- ペリー・コモ
- エンゲルベルト・フンパーティング
- アンディ・ウィリアムス
- バリー・マニロウ
- リンダ・ロンシュタット
- アイリーン・キャラ
- ハリー・ベラフォンテ
- アース・ウィンド・アンド・ファイアー
- シーナ・イーストン
- マイク・ラヴ（ビーチ・ボーイズ）＆エンドレス・サマー・バンド
- 少年隊